# Ассимиляция (Пиаже)
Ассимиляция (от лат. assimilatio — уподобление, подобие) — это когнитивный процесс встраивания качественно новой информации в уже существующие когнитивные схемы. В психологию данный термин был введен швейцарским психологом Жаном Пиаже в его работах о развитии интеллекта у ребенка.
Согласно Ж. Пиаже, биологическая и познавательная (психологическая) ассимиляции принципиально идентичны. В биологии под ассимиляцией понимается процесс, в результате которого организм, после поглощения вещества из среды, перерабатывает их согласно собственной структуре и приспосабливает к ней. По аналогии, в ходе познавательной ассимиляции, новые представления и понятия интерпретируются на основе формирующейся или уже сформированной системы понятий и встраиваются в неё. Результатом познавательной ассимиляции выступают уже функциональные изменения организма, выражающиеся особенностями моторной деятельности, восприятия и т. д. Так, психическая ассимиляция — процесс включения объектов (единиц опыта) в схемы поведения.

## Ассимиляция как аспект адаптации
В своей концепции развития интеллекта Ж. Пиаже рассматривает ассимиляцию как один из аспектов адаптации. В его работах под адаптацией понимается процесс обеспечения равновесия между воздействием организма на среду и обратным воздействием среды на организм, или равновесие процессов ассимиляции и аккомодации. Ассимиляция выступает в качестве механизма, позволяющего использование уже сформированных умений и навыков в новых условиях посредством объединения нового объекта с уже существующей когнитивной схемой. Пример процесса ассимиляции—осознание 8-летним ребенком факта растворения (а не исчезновения) сахара в воде из-за включения его в формирующуюся схему закона о сохранении вещества.
Процессом, обратным ассимиляции, является аккомодация. Она представляет собой оказание влияния среды на организм, выражающееся не в качестве непосредственного воздействия, но через модификацию действия, возникшего в результате ассимиляции. Примером подобной аккомодации объекту являются сосательные движения младенца в процессе ассимиляции собственного пальца на основе сосательной схемы, отличные от движений, используемых им при сосании груди.

## Соотношение процессов ассимиляции и аккомодации
В любом адаптационном акте протекание ассимиляции неотделимо от аккомодации. С одной стороны, новая информация интерпретируется относительно уже имеющегося у человека опыта. С другой стороны, уже существующие когнитивные схемы преобразовываются таким образом, чтобы включить в себя поступившую информацию. И, несмотря на то что и ассимиляция, и аккомодация в том или ином виде представлены в любой деятельности, их соотношение может быть различным.
В случаях, когда ассимиляция преобладает над аккомодацией, наблюдается развитие эгоцентрического мышления. Подобное соотношение можно проследить в начале стадии репрезентативного интеллекта во время игры с воображаемыми сюжетами, во которых ребенок использует имеющиеся в его распоряжении объекты для представления того, что он воображает. Во время подобных игр характеристики объекта, непосредственно не соответствующие интересам субъекта, не принимаются во внимание. Впоследствии, с переходом к конструктивным играм, процесс аккомодации объектам развивается и становится более точным, не оставляя разницы между игрой и спонтанной когнитивной деятельностью.
Напротив, в случаях, когда процесс ассимиляции выражен в меньшей степени по сравнению с аккомодацией, наблюдается развитие поведения в направлении имитации, вплоть до точного воспроизведения характеристик объектов или людей, выступивших в роли моделей.
Сложность достижения и поддержания функционального равновесия между двумя аспектами адаптации зависит от уровня интеллектуального развития субъекта. Установление равновесия между процессами ассимиляции и аккомодации приводит к переходу к объективности и релятивности в мышлении, а также возникновению обратимости мысли и освобождению от эгоцентризма.

## Критика определения ассимиляции по Пиаже
Представление Пиаже о процессах аккомодации и ассимиляции встретили критику со стороны некоторых представителей научного сообщества.
Так, например, ряд исследователей указали на общую тенденцию Пиаже не описывать предложенные им термины операционально. Пиаже не предлагает конкретного операционализированного определения процесса ассимиляции, которое помогло бы исследователям установить связь между наблюдаемыми поведенческими изменениями и предполагаемыми изменениями в психике ребенка. Отсутствие рабочих определений создает дополнительную трудность для любого другого исследователя, так как из-за этого установить причинно-следственную связь между переменными Пиаже становится практически невозможно.
Другая критика направлена, как правило, на выборку, на основе наблюдений за которой были выдвинуты теоретические положения теории Пиаже. Психолог в большей степени полагался на наблюдения за своими собственными тремя детьми; остальная часть небольшой исследуемой выборки была детьми образованных людей с высоким социально-экономическим статусом.